# Turjanci
Turjanci so naselje v Občini Radenci.